# Космос-1490
Космос-1490 је један од преко 2400 совјетских вјештачких сателита лансираних у оквиру програма Космос.
Космос-1490 је лансиран са космодрома Тјуратам, Бајконур, СССР, 10. августа 1983. Ракета-носач Протон је поставила сателит у орбиту око планете Земље. Маса сателита при лансирању је износила 700 килограма. Космос-1490 је био навигациони сателит.